# الخوف والبغض في لاس فيغاس
الخوف والبغض في لاس فيغاس (بالإنجليزية: Fear and Loathing in Las Vegas)‏ هو فيلم كوميدي تم إنتاجه في الولايات المتحدة وصدر في سنة 1998. الفيلم من إخراج تيري غيليام وكتابة هانتر طومسون. من بطولة جوني ديب وبينيشيو ديل تورو.

## الميزانية والإيرادات
بلغت تكلفة إنتاج الفيلم حوالي 18.5 مليون دولار بينما حقق إيرادات تقدر بـ 13.7 مليون دولار.

## وصلات خارجية
- الخوف والبغض في لاس فيغاس على موقع IMDb (الإنجليزية)
- الخوف والبغض في لاس فيغاس على موقع ميتاكريتيك (الإنجليزية)
- الخوف والبغض في لاس فيغاس على موقع الموسوعة البريطانية (الإنجليزية)
- الخوف والبغض في لاس فيغاس على موقع روتن توميتوز (الإنجليزية)
- الخوف والبغض في لاس فيغاس على موقع نتفليكس (الإنجليزية)
- الخوف والبغض في لاس فيغاس على موقع ألو سيني (الفرنسية)
- الخوف والبغض في لاس فيغاس على موقع Turner Classic Movies (الإنجليزية)
- الخوف والبغض في لاس فيغاس على موقع أول موفي (الإنجليزية)
- الخوف والبغض في لاس فيغاس على موقع بوكس أوفيس موجو (الإنجليزية)
- الخوف والبغض في لاس فيغاس على موقع فيلمافينيتي (الإسبانية)